# 걸즈 밴드 크라이
《걸즈 밴드 크라이》(일본어: ガールズバンドクライ 가루즈 반도 쿠라이[*], GIRLS BAND CRY)는 토에이 애니메이션이 제작한 일본의 텔레비전 애니메이션이다. 2024년 4월부터 6월까지 TOKYO MX 등에서 방송되었다. 약칭은 가루쿠라(ガルクラ).
2023년 5월 29일에 본 애니메이션의 프로젝트가 시동했다. 애니메이션 방송 개시까지 극중 밴드 '토게나시 토게아리'의 악곡 싱글이 5작 출시되고 공식 유튜브 채널 등에도 MV가 공개되었다.

## 스토리
17세의 이세리 니나는 부모에게 반발하여 고등학교를 중퇴. 상경하여 대학 진학을 목표로 하고 있었다. 그러던 어느 날, 니나는 자신에게 용기를 준 스트리트 뮤지션 카와라기 모모카와 만난다. 니나의 가창력과 세상에 대한 반항심에 반한 모모카는 자신과 밴드를 짜자고 한다. 공부를 이유로 거절하려 했던 니나였지만 음악의 매력에 빠져든다. 두 사람의 곁에는 개성 있는 여자가 모여 5인조 밴드 토게나시 토게아리를 결성한다.

## 등장인물

### 토게나시 토게아리
이세리 니나(井芹 仁菜)
성우 - 리나(理名)
이 작품의 주인공. 파트는 보컬. 17세. 생일은 10월 24일. 신장 152cm. 혈액형은 A형. 구마모토현 구마모토시 출신. 좋아하는 것은 오히타시, 카페오레, 요구르트. 불상을 좋아하고 취미는 고슈인을 모으는 것.
딱히 목표로 하는 것 없이 눈치껏 주변에 맞춰 살아온 평범한 소녀. 아버지와 충돌하여 고등학교를 중퇴, 혼자 상경해 대학 진학을 목표로 하지만 모모카와 만나 음악의 길로 나아간다.
카와라기 모모카(河原木 桃香)
성우 - 유리(夕莉)
파트는 기타. 20세. 생일은 12월 9일. 신장 164cm. 혈액형은 O형. 홋카이도 아사히카와시 출신. 좋아하는 것은 안미쓰와 야키니쿠. 취미는 독서와 스포츠 관전.
한때는 '다이아몬드 더스트'라고 하는 걸즈 밴드의 리더였지만, 밴드의 메이저 데뷔시에 방향성의 차이로 인해 탈퇴. 이후는 솔로 활동을 하고 있었다.
아와 스바루(安和 すばる)
성우 - 미레이(美怜)
파트는 드럼. 17세. 생일은 4월 27일. 신장 158cm. 혈액형은 AB형. 효고현 고베시 출신. 좋아하는 것은 고수, 피망, 레몬. 취미는 게임.
연예 학교에 다니는 소녀. 유망주로서 CM에 나오고 있다.
에비즈카 토모(海老塚 智)
성우 - 나츠(凪都)
파트는 키보드. 16세. 생일은 3월 22일. 신장 148cm. 혈액형은 B형. 미야기현 센다이시 출신.  좋아하는 것은 슈크림, 백미, 차즈케, 우메보시. 취미는 파충류(게코도마뱀)의 사육.
원래는 현지에서도 유명한 부자 일가의 아가씨. 지금은 룸메이트로 아파트에 살고 있다.
루파(ルパ)
성우 - 슈리(朱李)
파트는 베이스. 22세. 생일은 6월 28일. 신장 169cm. 혈액형은 O형. 남아시아 출신. 좋아하는 것은 파르페, 푸딩 아라모드, 햄버그 스테이크. 취미는 독서.
남아시아인의 아버지와 일본인의 어머니를 가진 다소 갈색의 동양적인 분위기를 풍기는 소녀.

### 다이아몬드 더스트
히나(ヒナ)
성우 - 콘도 레이나
다이아몬드 더스트의 새로운 보컬. 17세. 니나와 친구였지만 절교했다.
나나(ナナ)
성우 - 마츠오카 미사토
다이아몬드 더스트의 베이스.
린(リン)
성우 - 우루시야마 유우키
다이아몬드 더스트의 기타.
아이(アイ)
성우 - 미야시로 모모코
다이아몬드 더스트의 드럼.

### 그 외의 등장인물
이세리 무네오(井芹 宗男)
성우 - 야마기시 하루오
니나의 아버지. 구마모토현 교육연맹 고문으로 세상에서는 카리스마 교사로 알려져 있다. 딸인 니나의 등교거부를 받아들이지 못했다.
이세리 야스에(井芹 靖恵)
성우 - 코지마 사치코
니나의 어머니.
이세리 스즈네(井芹 涼音)
성우 - 안도 사쿠라
니나의 언니.
아와 텐도(安和 天童)
성우 - 코다 나오코
스바루의 할머니로 베테랑 여배우.
미네(ミネ)
성우 - 사와시로 미유키
모모카가 동경한 사물함. 7화에서 모모카 일행을 라이브에 초대했다.
미우라 시오미(三浦 潮海)
성우 - 후리하타 아이
유명 연예 사무소인 골든 아처의 스카우트. 구 다이아몬드 더스트를 좋아하고, 모모카가 목표로 하고 있던 음악을 형태로 하고 싶다며, 토게나시 토게아리를 스카우트한다.

## 스태프
- 원작·기획·제작 - 토에이 애니메이션
- 기획 - 키타자키 히로미
- 시리즈 디렉터 - 사카이 카즈오
- 시리즈 구성·각본 - 하나다 줏키
- 음악 프로듀서 - 타마이 켄지(agehasprings)
- 극반 음악 - 타나카 유스케(agehasprings)
- 음악 제작 - agehasprings
- 캐릭터 디자인 - 테시마 nari
- CG 디렉터 - 정재훈, 오오조네 유스케, 콘도 마리
- 라이브 CG 디렉터 - 나카니시 신고
- 캐릭터 모델링 슈퍼바이저 - 요네자와 신이치
- 리깅 슈퍼바이저 - 토누마 유스케
- 세츠&프롭스 모델링 슈퍼바이저 - 이시가미 유카리, 쿠로다 세이이치
- 애니메이션 슈퍼바이저 - 세키 소테루, 코이즈미 마사유키, 나카무라 유키에, 타케나카 유키
- 이펙트 슈퍼바이저 - 와타나베 료타
- 룩 디벨롭멘트 슈퍼바이저 - 아시노 켄타로
- 라이딩 컴포짓 슈퍼바이저 - 이시즈카 케이코
- 라인 테크니컬 디렉터 - 모리시게 코타
- 미술 감독 - 노무라 마사노부
- 미술 설정 - 아마타 토시키
- 프롭 디자인 - 타무라 쇼헤이
- 색채 설계 - 타케자와 사토시
- 촬영 감독 - 쿠와바라 신야
- 비주얼 디렉터 - 와쿠모토 토모타카
- 편집 - 나가사카 토모키
- 음향 감독 - 미요시 케이이치로
- CG 프로듀서 - 오구라 유타
- 제작 총지휘 - 타카기 카츠히로
- 이그제큐티브 프로듀서 - 시노하라 사토시, 츠지 히데노리
- 제작총괄 - 나가미 타케시
- 프로듀서 - 히라야마 타다시

## 주제가
혼잡한 길, 우리의 도시(雑踏、僕らの街)
토게나시 토게아리에 의한 주제가. / 작사·작곡 - 오오하마 켄고 / 편곡 - 타마이 켄지, 오오하마 켄고
누구도 될 수 없는 나니까(誰にもなれない私だから)
토게나시 토게아리에 의한 엔딩 주제가. / 작사 - 카이저 에리나 / 작곡 - 아소베 유스케 / 편고 - 타마이 켄지, 미나미타 켄고
빈 상자(空の箱)
삽입곡. / 작사 - 마츠바라 사라리 / 작곡 - 미나미다 켄고 / 편곡 - 타마이 켄지, 미나미다 켄고 / 제1화에서 다이아몬드 더스트에 의한 버전과 이세리 니나와 카와라키 모모카에 의한 버전이 각각 사용되었다. 제2화와 제8화에서는 이세리 니나에 의한 버전이 사용되었다. 제5화와 제8화에서는 다이아몬드 더스트에 의한 버전이 사용되었다.
목소리 없는 물고기(声なき魚)
신카와사키(임시)에 의한 제3화 삽입곡. / 작사 - 오오니시 쇼고, 카이저 에리나 / 작곡 - 오오니시 쇼고 / 편곡 - 타마이 켄지, 오오니시 쇼고
ETERNAL FLAME ~빈 상자~(ETERNAL FLAME ~空の箱~)
다이아몬드 더스트에 의한 제5화, 제8화 삽입곡. / 작사 - 마츠바라 사라리 / 작곡 - 미나미다 켄고 / 편곡 타마이 켄지, 미나미다 켄고
시야 한구석 쇠퇴하는 소리(視界の隅 朽ちる音)
신카와사키(임시)와 beni-shouga에 의한 제6화 삽입곡. / 작사·작곡 - 오오하마 켄고 / 편곡 - 타마이 켄지, 오오하마 켄고
심상적 프랙털(象的フラクタル)
beni-shouga에 의한 제6화 삽입곡. / 작사·작곡 - okoge / 편곡 - 타마이 켄지, 타카하시 아키토
안녕 그날의 멜로디(さよならあの日のメロディ)
미네에 의한 제7화 삽입곡. / 작사·작곡 - 하루오 요시다 / 보컬 - 도
이름 없는 모든 것(名もなき何もかも)
토게나시 토게아리에 의한 제7화 삽입곡. / 작사 - 토비나이 마사히로, 타카노 신야 / 작곡 - 토비나이 마사히로 / 편곡 - 타마이 켄지, 토비나이 마사히로
Cycle Of Sorrow
다이아몬드 더스트에 의한 제11화, 제13화 삽입곡. / 작사·작곡 - 코가 노부야 / 편곡 - 타마이 켄지, 오오니시 쇼고
공백과 카타르시스(空白とカタルシス)
토게나시 토게아리에 의한 제11화 삽입곡. / 작사 - 나가사와 카즈마, Misty mint / 작곡 - 나가사와 카즈마 / 편곡 - 타마이 켄지, 모모타 루이
운명의 꽃(運命の華)
토게나시 토게아리에 의한 제13화 삽입곡. / 작사 - 카이저 에리나 / 작곡 - 나가사와 카즈마 / 편곡 - 타마이 켄지, 나가사와 카즈마

## 방영 목록
| 화수   | 제목                                                | 그림 콘티       | 연출                        | 작화 감독     | 방송일         |
| ------ | --------------------------------------------------- | --------------- | --------------------------- | ------------- | -------------- |
| 제1화  | 東京ワッショイ 도쿄 으랏차                          | 사카이 카즈오   | 사카이 카즈오               | 야마자키 치카 | 2024년 4월 6일 |
| 제2화  | 夜行性の生き物3匹 야행성 생물 세 마리               | 사카이 카즈오   | 아사쿠라 마야               | 야마자키 치카 | 4월 13일       |
| 제3화  | ズッコケ問答 엉뚱한 문답                            | 사카이 카즈오   | 히라야마 미호               | 야마자키 치카 | 4월 20일       |
| 제4화  | 感謝（驚） 감사(놀람)                               | 사카이 카즈오   | 오오츠키 카즈에             | 야마자키 치카 | 4월 27일       |
| 제5화  | 歌声よおこれ 노랫소리여 일어나라                    | 사카이 카즈오   | 아사쿠라 마야               | 야마자키 치카 | 5월 4일        |
| 제6화  | はぐれ者賛歌 아웃사이더 찬가                        | 사카이 카즈오   | 타나베 야스히로             | 야마자키 치카 | 5월 11일       |
| 제7화  | 名前をつけてやる 이름을 붙여 주겠어                 | 사카이 카즈오   | 오오츠키 카즈에 이무라 켄지 | 야마자키 치카 | 5월 18일       |
| 제8화  | もしも君が泣くならば 만약 네가 운다면               | 사카이 카즈오   | 히라야마 미호               | 야마자키 치카 | 5월 25일       |
| 제9화  | 欠けた月が出ていた 이지러진 달이 나왔다             | 히라이케 아야코 | 이이무라 마사유키           | 야마자키 치카 | 6월 1일        |
| 제10화 | ワンダーフォーゲル 반더포겔                         | 사카이 카즈오   | 토모다 야스시               | 야마자키 치카 | 6월 8일        |
| 제11화 | 世界の真ん中 세상 한가운데                          | 사카이 카즈오   | 히라야마 미호               | 야마자키 치카 | 6월 15일       |
| 제12화 | 空がまた暗くなる 하늘이 다시 흐려져                 | 마스이 소이치   | 이이무라 마사유키           | 야마자키 치카 | 6월 22일       |
| 제13화 | ロックンロールは鳴り止まないっ 로큰롤은 멈추지 않아 | 사카이 카즈오   | 사카이 카즈오               | 야마자키 치카 | 6월 29일       |

## BD / DVD
| 권 | 발매일           | 수록화          | 규격품번  | 규격품번  |
| 권 | 발매일           | 수록화          | BD        | DVD       |
| -- | ---------------- | --------------- | --------- | --------- |
| 1  | 2024년 6월 26일  | 제1화           | UMXK-9034 | UMBK-9312 |
| 2  | 2024년 7월 31일  | 제2화 - 제3화   | UMXK-9035 | UMBK-9313 |
| 3  | 2024년 8월 28일  | 제4화 - 제5화   | UMXK-9036 | UMBK-9314 |
| 4  | 2024년 9월 25일  | 제6화 - 제7화   | UMXK-9037 | UMBK-9315 |
| 5  | 2024년 10월 30일 | 제8화 - 제9화   | UMXK-9038 | UMBK-9316 |
| 6  | 2024년 11월 27일 | 제10화 - 제11화 | UMXK-9039 | UMBK-9317 |
| 7  | 2024년 12월 25일 | 제12화 - 제13화 | UMXK-9040 | UMBK-9318 |

### 내용주
1. ↑  엔도 켄지가 1979년에 발표한 곡.
2. ↑  유라유라 데이코쿠가 2003년에 발표한 곡.
3. ↑  eastern youth가 2001년에 발표한 곡.
4. ↑  피쉬만즈가 1994년에 발표한 곡.
5. ↑  삼보마스터가 2005년에 발표한 곡.
6. ↑  플라워컴퍼니즈가 2006년에 발표한 곡.
7. ↑  스피츠가 1991년에 발표한 곡.
8. ↑  GOING STEADY가 2001년에 발표한 곡.
9. ↑  THE GROOVERS가 1997년에 발표한 곡.
10. ↑  쿠루리가 2000년에 발표한 곡.
11. ↑  THE BLUE HEARTS가 1987년에 발표한 곡.
12. ↑  RC 석세션이 1991년에 발표한 곡.
13. ↑  신세이카맛테찬이 2010년에 발표한 곡.

### 참조주
1. ↑  “アニメ『ガールズバンドクライ』放送日は4/5。バンドにかける情熱が感じられる本編シーンを収録した新映像解禁”. 《電撃オンライン》. 2024년 2월 10일. 2024년 3월 25일에 확인함.
2. ↑  アニメ『ガールズバンドクライ』公式 [girlsbandcry] (2024년 3월 1일). “公式略称は「ガルクラ」に決定!” (트윗). 2024년 4월 18일에 확인함.
3. ↑  https://girls-band-cry.com/news/post-1.html
4. ↑  https://girls-band-cry.com/goods/category/cd/
5. 1 2 3 4 5 6 7 8 9 10  《メガミマガジン 2024年3月号》 (Gakken) 26 (3): 68. 2024년 1월 30일. ASIN B0CSQG73B5. |제목=이(가) 없거나 비었음 (도움말)
6. 1 2  https://girls-band-cry.com/character/nina/
7. ↑  https://girls-band-cry.com/character/momoka/
8. ↑  https://girls-band-cry.com/character/subaru/
9. ↑  https://girls-band-cry.com/character/tomo/
10. ↑  https://girls-band-cry.com/character/rupa/